# Кубан (Іран)
Кубан (перс. كوبن) — село в Ірані, у дегестані Шандерман, у бахші Шандерман, шагрестані Масал остану Ґілян. За даними перепису 2006 року, його населення становило 41 особу, що проживали у складі 15 сімей.